# HD 4391
HD 4391，又名CD-48 176，SAO 215232、HR 209，是一颗恒星，视星等为5.8，位于銀經305.68，銀緯-69.54，其B1900.0坐标为赤經0h 41m 4.1s，赤緯-48° -69.54′ 4″。